# Десятый канал (Израиль)
Десятый канал Израиля (ивр. ערוץ עשר‎ — Аруц Эсер) — израильский коммерческий телеканал.

## История
Начал вещание 28 января 2002. Ранее известен как Израиль 10 (ивр. ישראל עשר‎ Исраэль Эсер).

## Известные передачи
- Новости в 20:00 — Центральный выпуск с Тамар Иш Шалом и Тали Морено.
- Лондон Эт Киршенбаум — ток-шоу с участием Ярона Лондона (Моти Киршенбаум, второй ведущий, умер в 2015 году).
- Кольботэк — Программа исследований различных проблем в обществе, с ведущим Рафи Гинат. Переместилась в 2013 году с Второго канала.
- Спина нации — сатирическая программа о политике. До 2015 года называлась «Состояние нации» и шла на Втором канале.
- Бэйби Бум — документальная передача о работе в родильном отделении и о новых семьях.
- ХаЦинор — ночная передача обозревающая вирусные видео, а также новости о том что происходит в интернете. Ведущий: Таль Берман.